# Altare di Dresda
L'Altare di Dresda è un dipinto a tempera su tela (pannello centrale 117x96,5 cm, pannelli laterali 114x45 ciascuno) di Albrecht Dürer, databile al 1496-1497 e forse ripreso nel 1503-1504, conservato nella Gemäldegalerie a Dresda.

## Storia
L'opera fu una tra le prime commissioni ricevute da Federico il Saggio, col Polittico dei Sette Dolori e un ritratto, che Dürer conobbe personalmente durante il breve viaggio a Norimberga dell'elettore di Sassonia a Norimberga, nell'aprile 1496.
L'opera era destinata alla cappella del castello di Wittenberg e inizialmente doveva consistere nella sola pala centrale della Vergine col Bambino. La scelta del supporto della tela dovette essere dettata dall'esigenza di facilitare il trasporto, mentre i colori a tempera, inusuali in un'area dove era già diffusa la pittura a olio, sono legati probabilmente alla necessità di velocizzare l'esecuzione del dipinto.
Negli anni 1503-1504, forse in seguito a una pestilenza, dovettero poi essere aggiunti i due sportelli laterali, con san Sebastiano, protettore degli appestati, e sant'Antonio Abate, protettore dalla dolorosa infezione cutanea allora molto frequente, detta "fuoco di sant'Antonio". La questione dei pannelli laterali ha dato origine a numerosi dibattiti tra gli studiosi, arrivando anche a ipotizzare che essi venissero aggiunti originariamente ai lati di un preesistente dipinto dei Paesi Bassi.

## Descrizione e stile
La struttura del trittico è originale perché, a differenza della tradizione, gli sportelli laterali non potevano essere chiusi a serrare l'elemento centrale, non prestandosi la tela ad essere dipinta su entrambi i lati.
La pala centrale mostra la Madonna in adorazione del Bambino, che è appoggiato, dormiente, su un cuscino sopra un largo davanzale, forse di una finestra. Egli è vicino a un libro, simbolo delle Sacre Scritture, e a una pera, simbolo del Peccato originale. La fisionomia di Maria rimanda alle opere di Dirk Bouts, con una durezza scultorea del modellato che riecheggia Squarcione e Mantegna. Opinione corrente è che nelle fattezze di Maria l'artista riprodusse quelle della moglie Agnes Frey. Lo spazio rimanda alla scuola fiamminga o norditaliana, con una stanza alle spalle di Maria che spazia con una prospettiva grandandolare, arrivando a mostrare un'altra stanza, dove san Giuseppe ha il laboratorio di falegnameria, e una finestra con un pregevole paesaggio cittadino. Originale è poi la scelta di popolare la scena di angioletti: oltre a quelli che tipicamente reggono la corona di Maria sospesa in aria, altri muovono turiboli d'incenso, con fisionomie paffute che si distaccano dalla tradizione di Hans Memling e delle Fiandre per avvicinarsi piuttosto a Mantegna.
Le figure laterali, ritratte a mezza figure oltre un parapetto che riprende la misura del davanzale dello scomparto centrale, sono invece improntate a un horror vacui con una sovrabbondante presenza di putti nello sfondo. Alcuni ipotizzano in questi scomparti una presenza abbondante di aiuti del maestro.